# Local Government Areas im Northern Territory
Im australischen Bundesterritorium Northern Territory trat am 1. Juli 2008 eine Neuordnung der Gebietsgliederung in Kraft. Danach gibt es nur noch 17 Local Government Areas (LGAs), davon 5 Municipalities und 11 Shires. Daneben gibt es fünf meist verstreute Unincorporated Areas (etwa gemeindefreie Gebiete), die zu keiner LGA gehören, die jedoch nur noch 1,45 Prozent der Gesamtfläche (19.428 km²) mit vier Prozent der Bevölkerung auf sich vereinigen.

## Gliederung seit Juli 2008

Local Government Areas im Northern Territory seit Juli 2008

### Municipalities
1. City of Darwin
2. City of Palmerston
3. Alice Springs Town
4. Town of Katherine
5. Litchfield Municipality

### Shires und Regions
1. Barkly Region
2. Belyuen Shire
3. Central Desert Region
4. Coomalie Shire
5. East Arnhem Region
6. MacDonnell Region
7. Roper Gulf Region
8. Tiwi Islands Region
9. Victoria Daly Region
10. Wagait Shire
11. West Arnhem Region

### Unincorporated Areas
1. Alyangula (2,10 km²)
2. Darwin Rates Act Area (East Arm) (52,15 km²)
3. Nhulunbuy (7,12 km²)
4. Unincorporated Top End Region (Finnis-Mary) (19.263,22 km²)
5. Yulara (103,33 km², pop. 986)

## Frühere Gliederung

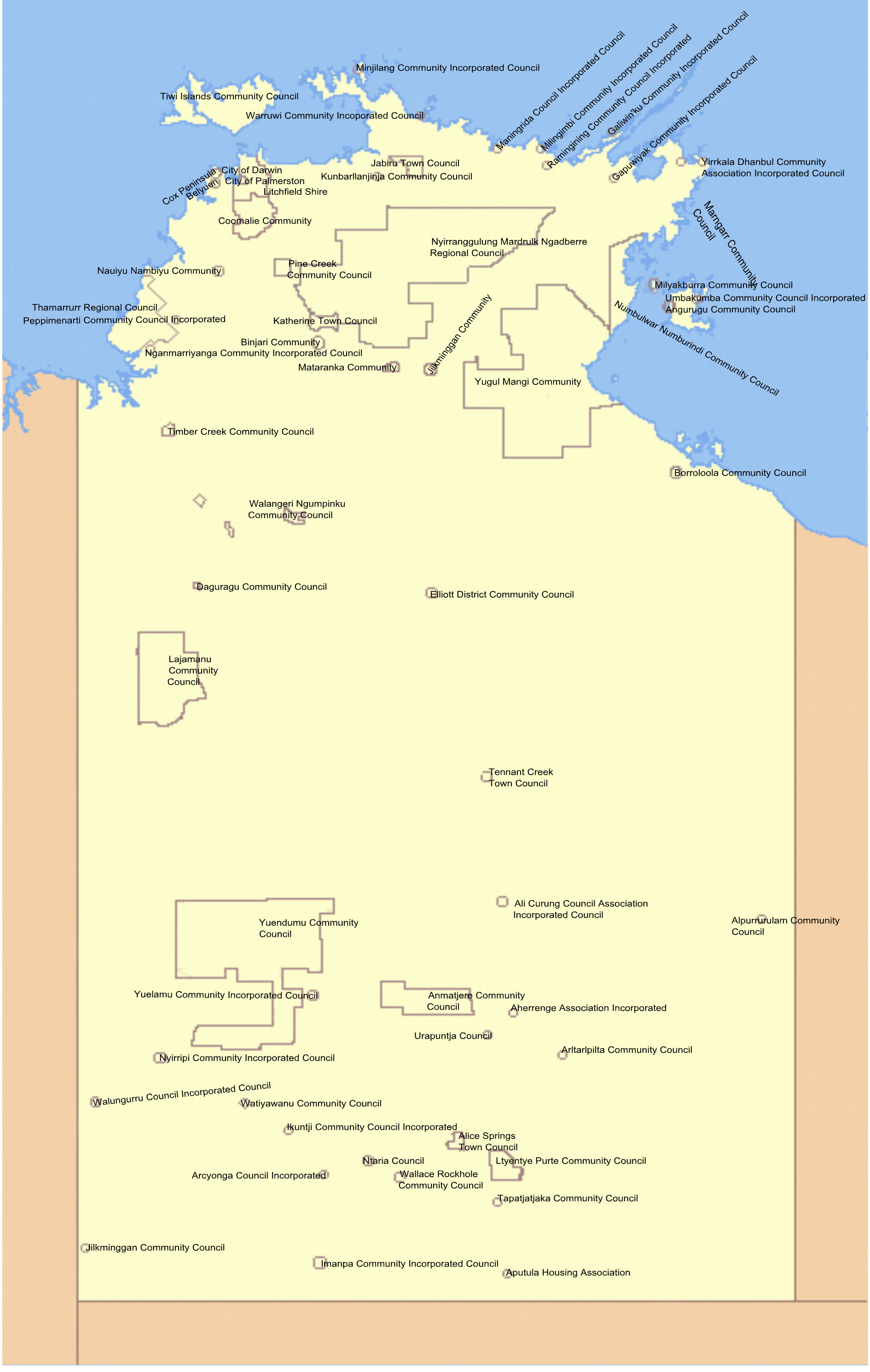
Frühere Local Government Areas im Northern Territory vor dem 1. Juli 2008

Das Northern Territory war bis zum 30. Juni 2008 in 63 lokale Verwaltungsgebiete (Local Government Areas) unterteilt.
Es gab vier Klassifikationen von LGA im Northern Territory
1. Municipalities (M.) (6)
2. Community Government Council (C.G.C.) (30)
3. Incorporated Associations (Inc.) (26)
4. Special Purpose Town (S.P.T.) (1)

Daneben gab es das Unincorporated Northern Territory, eine zusammenhängende Fläche, die 92 Prozent des Territoriums (1.237.999 von 1.349.310 km²) mit 16 Prozent der Bevölkerung (30.523 von 192.898) einnahm und in dem die LGAs sozusagen als Enklaven lagen.
| - Aherrenge Association Inc. - Ali Curung Council Association Inc. - Alice Springs Town Council (M.) - Alpurrurulam (C.G.C.) - Amoonguna Community Inc. - Angurugu (C.G.C.) - Anmatjere (C.G.C.) - Aputula Housing Assoc. - Areyonga Community Inc. - Arltarlpilta (C.G.C.) | - Belyuen (C.G.C.) - Binjari (C.G.C.) - Borroloola (C.G.C.)                                                                                                | - Coomalie (C.G.C.) - Cox Peninsula (C.G.C.) |
| - Daguragu (C.G.C.) - Darwin City Council (M.) | - Elliott District (C.G.C.) | - Galiwin'ku Community Inc. - Gapuwiyak Community Inc. |
| - Ikuntji Community Council Inc. - Imanpa Community Inc. | - Jabiru Town Council (S.P.T.) - Jilkminggan (C.G.C.) | - Kaltukatjara Community council. - Katherine Town Council (M.) - Kunbarllanjnja (C.G.C.)                                                                                                 |
| - Lajamanu (C.G.C.) - Litchfield Shire Council - Ltyentye Apurte (C.G.C.) | - Maningrida Council Inc. - Marngarr (C.G.C.) - Mataranka (C.G.C.) - Milingimbi Community Inc. - Milyakburra Community Council. - Minjilang Community Inc. | - Nauiyu Nambiyu (C.G.C.) - Nganmarriyanga Community Inc. - Ntaria Council - Numbulwar Numburindi (C.G.C.) - Nyirranggulung Mardrulk Ngadberre Regional Council - Nyirripi Community Inc. |
| - Palmerston City (M.) - Papunya Community Council - Peppimenarti Community Council Inc - Pine Creek (C.G.C.) | - Ramingining Community Council Inc. | - Tapatjatjaka (C.G.C.) - Tennant Creek Town Council (M.) - Thamarrurr Regional Council - Timber Creek (C.G.C.) - Tiwi Islands Local Government.                                          |
| - Umbakumba Community Council Inc. - Urapuntja Council Abor. Corp (Utopia) | - Walangeri Ngumpinku (C.G.C.) - Wallace Rockhole (C.G.C.) - Walungurru Council Inc (Kintore). - Warruwi Community Inc. - Watiyawanu (C.G.C.)              | - Yirrkala Dhanbul Comm Assoc. Inc. - Yuelamu Community Inc. - Yuendumu (C.G.C.) - Yugul Mangi (C.G.C.)                                                                                   |